# Owcza Głowa
Owcza Głowa (niem. Schafberg, 753 m n.p.m.) – wzniesienie w południowo-zachodniej Polsce, w Sudetach Środkowych, w Gór Kruczych (czes. Vraní hory).

## Położenie
Wzniesienie położone jest w południowo-wschodniej części Gór Kruczych, na południowy zachód od miejscowości Chełmsko Śląskie.

## Fizjografia
Wzniesienie o niewyraźnym, słabo wyniesionym wierzchołku ponad płaską rozległą powierzchnię szczytową. Wznosi się w niewielkiej odległości na północny wschód od wzniesienia Gołota, jako niższa słabo zaznaczona kulminacja we wschodnim ramieniu, ciągnącym się od Końskiej w kierunku północno-wschodnim, w stronę Przełęczy Ulanowickiej. Wzniesienie ma postać wydłużonej nieregularnej kulminacji o opadającym stromo południowym zboczu i prawie niewidocznym spadku południowo-zachodniego zbocza, które łagodnie przechodzi w zbocze Gołoty. Pozostałe zbocza łagodnie schodzą w kierunku dolin. Położenie góry na południowo-wschodnim skraju Gór Kruczych, pomiędzy wzniesieniami Gołota po południowo-zachodniej stronie i Zajęcznik po północno-wschodniej stronie, oraz rozciągnięta płaska część szczytowa góry z niewyraźnie wyniesionym wierzchołkiem czynią górę trudno rozpoznawalną w terenie. Szczyt stanowi zwornik dla małego, bocznego ramienia, odchodzącego od niego w kierunku północno-wschodnim, zwieńczonego wzniesieniem Zajęcznik.

## Budowa geologiczna
Góra zbudowana jest głównie z permskich ciemnych melafirów i czerwonawych porfirów, należących do zachodniego skrzydła niecki śródsudeckiej.

## Roślinność
Cały szczyt i zbocza porastają rozległe lasy regla dolnego, głównie świerkowe, z domieszką innych gatunków drzew liściastych.

## Zagospodarowanie
Zbocza poniżej szczytu trawersuje kilka leśnych dróg i ścieżek.

## Inne
W przeszłości góra nosiła nazwę Schafberg.

## Turystyka
Poniżej szczytu zachodnim zboczem prowadzą szlaki turystyczny pieszy i rowerowy:
 żółty - pieszy prowadzący od Przełęczy Krzyżówka BHP do granicy polsko-czeskiej
 zielony – rowerowy prowadzący przez środkową część Gór Kruczych, który zaczyna i kończy się w Lubawce.